# Relations entre la France et le Mozambique
Les relations entre la France et le Mozambique désignent les relations diplomatiques bilatérales s'exerçant entre, d'une part, la République française, État principalement européen, et de l'autre, la république du Mozambique, État d'Afrique australe. 
La France et le Mozambique partagent une frontière maritime. 

## Période contemporaine

### Volet maritime
Le canal du Mozambique est pour la France un lieu stratégique. Riche en ressources naturelles, il constitue également un point d'ancrage dans l'océan Indien et un point de passage obligé (30% du trafic mondial de pétroliers). Les deux États coopèrent dans le domaine de la piraterie, de la pêche illégale et de la pollution maritime. 
La France cherche à rester en de bons termes avec le Mozambique afin de préserver le contrôle de sa ZEE, qui pourrait être contestée par Madagascar, avec d'importants enjeux gaziers.

### Armement
Alors que le Mozambique envisage de se doter d'une flotte de guerre, l'affaire Ematum a révélé des liens entre le complexe militaro-industriel français et le gouvernement mozambicain. Sous prétexte de l'achat de chalutiers, le gouvernement mozambicain a en effet acquis plusieurs centaines de millions de dollars de bateaux de défense, montés par les Constructions maritimes de Normandie de Cherbourg. Les navires seraient restés inutilisés.
En 2004, la France et le Mozambique ont conclu un accord de coopération militaire.

### Dimension culturelle
Le Mozambique est membre observateur de l'Organisation internationale de la francophonie.

### Sur le plan politique
La France soutient les négociations entre le gouvernement mozambicain et le Renamo.

### Dimension économique
La France et le Mozambique ont conclu quatre contrats de désendettement-développement.